# Коваленко, Георгий Иванович
Гео́ргий (Ю́рий) Ива́нович Ковале́нко (укр. Георгій Іванович Коваленко; 1 апреля 1968, Конотоп, Сумская область, Украинская ССР) — священник Православной церкви Украины (ПЦУ). Бывший протоиерей Украинской православной церкви (Московского патриархата) (УПЦ). С 2008 по 2014 год замещал должность пресс-секретаря предстоятеля УПЦ митрополита Владимира (Сабодана); кроме того, занимал посты главного редактора официального сайта УПЦ, председателя Синодального информационно-просветительского отдела УПЦ. В январе 2019 года перешел в ПЦУ и был запрещён в служении предстоятелем УПЦ митрополитом Онуфрием.

## Биография
В 1985 году окончил среднюю школу. В 1986—1988 годах служил в пограничных войсках КГБ СССР.
В 1990—1996 годах учился на философском факультете Киевского государственного университета имени Тараса Шевченко, который окончил с отличием. В 1993—1996 годы получил богословское образование в Курской духовной семинарии.
18 января 1995 года был рукоположён в сан диакона, а 19 января — в сан пресвитера епископом Конотопским и Глуховским Ионафаном (Елецких).
С октября 1995 по апрель 1999 года — клирик Сумской епархии УПЦ, секретарь управления Сумской епархии и главный редактор газеты «Православна Сумщина».
С апреля 1999 года — клирик Херсонской епархии УПЦ, секретарь управления Херсонской епархии, главный редактор газеты «Православна Таврія».
С августа 2001 года — клирик Киевской епархии.
В 2004—2005 годах принимал непосредственное участие в создании духовно-просветительского телеканала «Глас» (Киев, Украина).
С августа 2008 года — председатель Синодального информационно-просветительского отдела УПЦ, пресс-секретарь предстоятеля УПЦ, ключарь и глава приходского совета кафедрального собора в честь Воскресения Христова, настоятель храма Собора архангела Гавриила при ТРК «Глас».
27 июля 2009 года решением Священного синода включён в состав Межсоборного присутствия Русской православной церкви.
Решением Священного синода УПЦ от 26 января 2012 освобождён от должности ключаря и председателя приходского совета Воскресенского кафедрального собора Киева.
1 апреля 2013 года «за заслуги перед Украинской Православной Церковью и по случаю 45-летия со дня рождения» награждён орденом святого благоверного князя Ярослава Мудрого.
16 сентября 2014 года освобождён от должности пресс-секретаря предстоятеля УПЦ МП и назначен председателем Синодального просветительского отдела УПЦ. В связи с этим решением он написал: «Несмотря на отсутствие предварительных договоренностей, считаю, что решение Синода соответствуют реальному положению вещей, а также моим стремлениям. Теперь я не являюсь проводником официальной позиции УПЦ и ее Священноначалия».
Не вошёл в новый состав Межсоборного присутствия, утверждённый 23 октября 2014 года решением Священного синода Русской православной церкви.
29 января 2016 года решением Священного синода Украинской православной церкви уволен с должности главы Синодального просветительского отдела Украинской православной церкви. В связи с этим решением он написал в фэйсбуке: «Вот и завершилось моё 18-летнее пребывание в официальном информационном пространстве Украинской православной церкви. Решение Синода все привело в соответствие с реальностью. Это решение никак не касается моей активности в научном, общественном и медийном мире. Принимаю поздравления и предложения».
4 марта 2016 года представил новый просветительский проект — Открытый православный университет Святой Софии-Премудрости.
В январе 2019 года перешёл в Православную церковь Украины и был запрещён в служении предстоятелем УПЦ митрополитом Онуфрием.
Женат, отец пятерых детей.